# العلاقات الصينية الكورية الشمالية

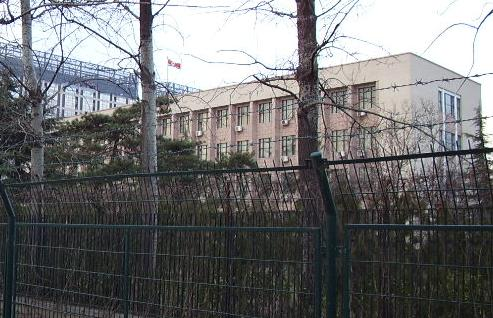
سفارة كوريا الشمالية في الصين

كانت العلاقات الصينية الكورية الشمالية ودية بشكل عام، وذلك على الرغم من توترها في بعض الأحيان في السنوات الأخيرة بسبب برنامج كوريا الشمالية النووي. يملك البلدان علاقة خاصة وثيقة، وتُعتبر الصين غالبًا أقرب حليف لكوريا الشمالية. يملك البلدان معاهدة تعاون ومساعدة متبادلين، والتي تُعد حاليًا معاهدة الدفاع الوحيدة التي تملكها أي دولة مع أي دولة أخرى.
تملك الصين سفارة في عاصمة كوريا الشمالية بيونغيانغ وقنصلية عامة في تشونغجين. تقع سفارة كوريا الشمالية في الصين في منطقة شاويانغ في بكين، وتوجد قنصلية عامة في شنيانغ.
تمتعت الصين وكوريا الشمالية في الماضي بعلاقات دبلوماسية وثيقة. تراجعت العلاقات بينهما بشكل ملحوظ خلال السنوات القليلة الماضية حتى عام 2018. أظهرت العلاقات بين كوريا الشمالية والصين تحسنًا وعودة إلى طبيعتها منذ عام 2018، إذ ذهب الأمين الأول لحزب العمال الكوري كيم جونغ أون برحلات إلى بكين لمقابلة الأمين العام للحزب الشيوعي الصيني شي جين بينغ.
تجسد سبب تدهور العلاقات بين الصين وكوريا الشمالية في الماضي وبشكل أساسي بقلق الصين المتزايد بشأن قضايا مثل حجز كوريا الشمالية لقوارب الصيد الصينية، وبشكل أهم، برنامجها للأسلحة النووية. أصبحت العلاقات مرة أخرى وثيقة بشكل متزايد منذ عام 2018، وخاصة بعد زيارة شي جين بينغ لبيونغيانغ في يونيو عام 2019.
تراجعت الآراء الإيجابية للصينيين تجاه كوريا الشمالية قليلًا. ينظر 20% من الصينيين إلى نفوذ كوريا الشمالية بشكل إيجابي، وعبر 46% عن وجهة نظر سلبية، وذلك وفقًا لاستطلاع أجرته بي بي سي في عام 2014.

## الحدود

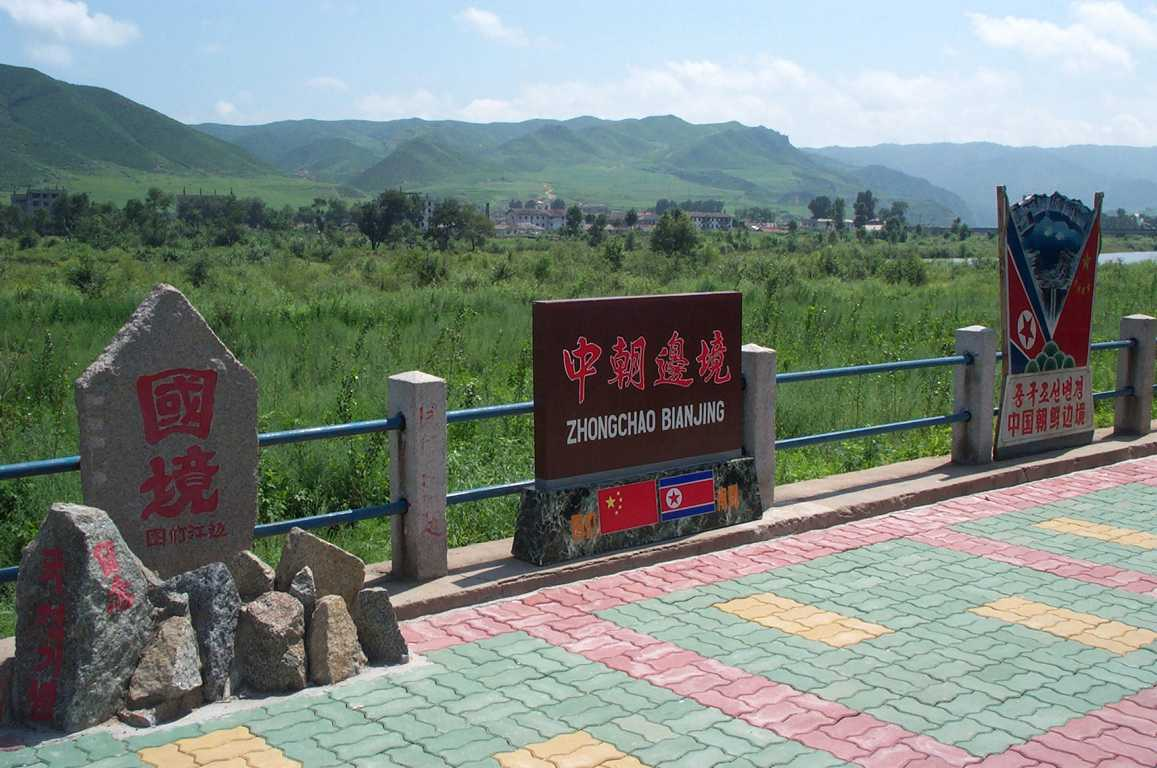
الحدود بين الصين وكوريا الشمالية

تشترك الصين وكوريا الشمالية في حدود بطول 1,146 كيلومتر تتوافق مع مجرى نهري يالو وتومين.
عبر العديد من الكوريين العرقيين في شمال شرق الصين الحدود إلى كوريا الشمالية هربًا من المصاعب الاقتصادية والمجاعة في الصين في خمسينيات وستينيات القرن العشرين. انعكس تدفق اللاجئين في السنوات الأخيرة، مع فرار عدد كبير من الكوريين الشماليين إلى الصين. يمر جزء كبير من طريق التجارة الصيني مع كوريا الشمالية عبر ميناء داندونغ على نهر يالو.
سُمح بوصول السياح إلى جسر نهر تومين في منطقة فونجونغ-قوانهي في فبراير عام 1997. وقعت الصين وكوريا الشمالية في مايو عام 2012 على اتفاقية لبناء وإدارة الجسر العابر للحدود بين مانبو في مقاطعة تشاغانغ في كوريا الشمالية وجيان في الصين.
قتل جندي كوري شمالي أربعة مواطنين كوريين من أصل صيني عاشوا على طول حدود الصين مع كوريا الشمالية في عام 2015. افتتح البلدان الجسر الذي يربط مدن جيان وجيلين ومانبو بعد ثلاث سنوات من البناء في أبريل عام 2019.

## العلاقات العسكرية
ساعدت الصين كوريا الشمالية خلال الحرب الكورية منذ عام 1950 حتى عام 1953، وأرسلت ما يصل إلى 3 ملايين جندي، الذين عُرِفوا باسم جيش المتطوعين الشعبي، لدعم القوات الكورية الشمالية التي تقاتل كوريا الجنوبية والأمم المتحدة في شبه الجزيرة الكورية. قُتل ما يصل إلى 180 ألف جندي صيني.
تعاونت الدولتان بشكل وثيق في قضايا الأمن والدفاع منذ نهاية الحرب الكورية. زار كم إل سونغ بكين في عام 1975 في محاولة فاشلة لطلب دعم من الصين لغزو عسكري لكوريا الجنوبية. زار وزير الدفاع الصيني ليانغ غوانغلي بيونغيانغ في 23 نوفمبر عام 2009، وهو أول وزير دفاع يزور البلاد منذ عام 2006.
زار مدير المكتب السياسي العام للجيش الشعبي الكوري كيم سو جيل بكين للقاء تشانغ يوشا في أغسطس عام 2019. قال تشانغ لكيم إن زيارة الوفد كانت «ذات أهمية حاسمة في التبادل الثنائي».

## مقارنة بين البلدين
هذه مقارنة عامة ومرجعية للدولتين:
| الشعار                                                    |                          |                                       |
| العلم                                                     | الصين                    | كوريا الشمالية                        |
| عدد السكان (نسمة)                                         | 1.33 مليار               | 25.49 مليون                           |
| الكثافة السكانية (ن./كم²)                                 | 138.54                   | 211.47                                |
| العاصمة                                                   | بكين                     | بيونغيانغ                             |
| اللغة الرسمية                                             | اللغة الصينية القياسية   | لغة كوريا الشمالية القياسية ‏          |
| العملة                                                    | رنمينبي                  | وون كوري شمالي                        |
| الناتج المحلي الإجمالي (بليون دولار)                      | 12.24 تريليون            |                                       |
| الناتج المحلي الإجمالي (تعادل القوة الشرائية) بليون دولار | 19.82 تريليون            |                                       |
| الناتج المحلي الإجمالي الاسمي للفرد دولار أمريكي          | 8.03 ألف                 |                                       |
| الناتج المحلي الإجمالي للفرد دولار أمريكي                 | 13.21 ألف                |                                       |
| مؤشر التنمية البشرية                                      | 0.728                    |                                       |
| رمز المكالمات الدولي                                      | +86                      | +850                                  |
| رمز الإنترنت                                              | .cn، .中国 ‏، .中國 ‏      | .kp                                   |
| المنطقة الزمنية                                           | توقيت الصين، ت ع م+08:00 | ت ع م+08:30، ت ع م+08:30، ت ع م+09:00 |

## مدن متوأمة
في ما يلي قائمة باتفاقيات التوأمة بين مدن صينية وكورية شمالية:
- ترتبط شانغهاي مع هامهنغ باتفاقية توأمة منذ 1996.[29][29][29][29]
- ترتبط تشانغتشون مع تشونغجين باتفاقية توأمة منذ 2009.[30][30][30][30]
- ترتبط تيانجين مع بيونغيانغ باتفاقية توأمة منذ 17 مايو 2007.[31][31][32][32]

## منظمات دولية مشتركة
يشترك البلدان في عضوية مجموعة من المنظمات الدولية، منها:
| علم المنظمة | اسم المنظمة                   | تاريخ انضمام الصين | تاريخ انضمام كوريا الشمالية |
| ----------- | ----------------------------- | ------------------ | --------------------------- |
|             | يونسكو                        | 4 نوفمبر 1946      | 18 أكتوبر 1974              |
|             | الاتحاد البريدي العالمي       | ?                  | ?                           |
|             | الاتحاد الدولي للاتصالات      | 1 سبتمبر 1920      | ?                           |
|             | الأمم المتحدة                 | 25 أكتوبر 1971     | 17 سبتمبر 1991              |
|             | المنظمة الهيدروغرافية الدولية | ?                  | ?                           |
|             | منتدى آسيان الإقليمي ‏         | ?                  | ?                           |

## وصلات خارجية
- موقع وزارة الخارجية الصينية
- موقع وزارة الخارجية الكورية الشمالية